# Коста Собрепера, Жозеп
Жозеп Коста Собрепера (кат. Josep Costa Sobrepera) — художник-фигуративист, посвящающий свои акварели и картины маслом морским пейзажам. Обладатель множества наград разных стран.
Коста Собрепера обучался в местной школе искусств, а в 16 лет получил свою первую работу в мастерской Джоана Гич. Его первая публичная выставка состоялась в 1955 году в библиотеке Палафружеля. Продолжал выставлять свои работы в библиотеке и других центрах города до 1958 года. Затем начал участвовать в национальных и международных выставках.

## Избранные работы
- Ecstasy. The hopes of a desire (1953)
- Women (Индия, 1998)
- Home (Индия, 1998)
- Market (Гватемала, 1987)
- Market Street (Гватемала, 1987)
- Morning Light (Palamós, 1999)
- Boats (La Selva, 2004)
- The veil of light (Швеция, 1997)

## Выставки
- 1955 — Library Palafrugell
- 1956 — Library Palafrugell
- 1957 — Savings Bank of the Province of Girona
- 1958 — Savings Bank of the Province of Girona
- 1958 — City Hall
- 1973 — Sala Rovira
- 1974 — Art Room Emporda
- 1975 — Art Room Emporda
- 1975 — Art Room and Colour
- 1975 — The Vaults
- 1976 — Art Room Emporda
- 1976 — Caixa Girona
- 1976 — Art Room and Colour
- 1976 — Gallery Tramontana
- 1976 — Pension Girona
- 1976 — Art Galleries Tramontana
- 1977 — Llorens Room
- 1977 — Art Room Armengol
- 1978 — Art Room Emporda
- 1979 — Gallery Rhodes
- 1979 — Llorens Room
- 1980 — Gallery Bonanova
- 1980 — Art Galleries Tramontana
- 1980 — Art Room Emporda
- 1981 — Art Room Emporda
- 1981 — Art Room Emporda
- 1982 — Art Gallery Joseph Buckwheat
- 1982 — Art Room Emporda
- 1982 — Studio Villa Clara
- 1982 — House of Culture Josep Pla
- 1983 — Mirapeis
- 1983 — Art Room Emporda
- 1984 — Art Room Emporda
- 1984 — Art Galleries The Cloister
- 1986 — Gallery Forum
- 1986 — Madrid in conjunction with the American Chamber of Commerce in Spain
- 1987 — Art Gallery Mayte Munoz
- 1987 — Art Room Gabernia
- 1987 — Gallery Forum
- 1988 — Art Gallery Intellect
- 1988 — Art Room and Colour
- 1988 — Art Gallery Mayte Munoz
- 1988 — Chelsea Art Gallery
- 1988 — Art Room Emporda
- 1988 — Art Gallery Petritxol
- 1989 — Art Gallery Mayte Munoz
- 1989 — Art Room Rovira
- 1989 — Art Room Intellect
- 1990 — Watt’s Art Gallery
- 1990 — Art Room Lloveras
- 1990 — Art Gallery The Cloister
- 1990 — heather Room
- 1991 — Art Room Lloveras
- 1991 — Art Room El Corte Ingles
- 1992 — Art Room xipella
- 1992 — Art Room Rovira
- 1996 — Trondhjems Art Gallery
- 1996 — Gallery Gunvor
- 1997 — Gallery E. Hellingsen
- 1998 — Art Room-4
- 1999 — Trondhjems Art Gallery
- 1999 — Art Galleries Calella
- 2000 — Gallery E. Hellingsen
- 2000 — Art Gallery Mayte Munoz
- 2000 — House of Culture Plum Cove
- 2001 — Salon du Val d’Or
- 2003 — Art Room xipella
- 2004 — Art Room Goya El Corte Ingles
- 2006 — Art Gallery Thuiller & Colours
- 2007 — Municipal Theatre
- 2008 — Civic Center
- 2011 — Ca Plum
- 2012 — Municipal Theatre